# Editorial Planeta
Editorial Planeta és una empresa editorial fundada el 1949 a Barcelona. És l'empresa insígnia del Grup Planeta. Ha publicat al voltant de 6.000 títols pertanyents a més de 1.500 autors, la majoria d'ells castellanoparlants. Cada any atorga el Premio Planeta de Novel·la, el Premi de Novel·la Fernando Lara, el Premi Azorín, el Premi de les Lletres Catalanes Ramon Llull  i el Premi Série Negra.
El gener de 2012 va perdre els drets de publicació per Espanya de l'americana DC Comics, que van ser adquirits per ECC Ediciones.
La tardor de 2015 l'empresa va ratificar que si Catalunya s'independitza, mourà la seu fiscal a Madrid, Sevilla o Conca.